# سیارک ۷۶۹

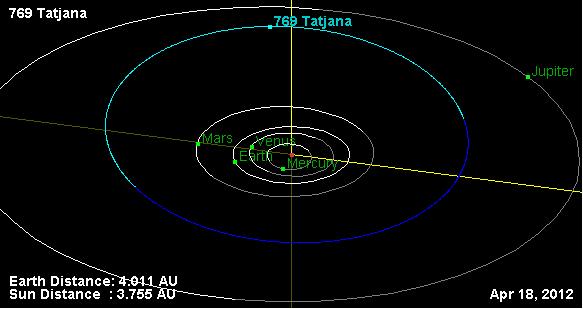
نمایی از محل قرارگیری سیارک ۷۶۹ در مدار – ۲۰۱۲

سیارک ۷۶۹ (به انگلیسی: 769 Tatjana، نامگذاری:1913TA) هفتصد و شصت و نهمین سیارک کشف شده‌است که در ۶ اکتبر ۱۹۱۳ و در رصدخانه سایمیز کشف شد.
قدر مطلق سیارک برابر ۸٫۹۰ است.